# 北名古屋市立西春中学校
北名古屋市立西春中学校（きたなごやしりつ にしはるちゅうがっこう）は、愛知県北名古屋市にある公立中学校。

## 概要
- 旧・西春日井郡西春町の中学校であり、北名古屋市立西春小学校校区、及び北名古屋市立五条小学校校区の一部（徳重土部、徳重広畑、徳重小崎、徳重米野、徳重御宮前、徳重大日、徳重与八杁、徳重生田、徳重大山）の生徒が通学する[1]。
- 環境省のモデル事業「学校エコ改修と環境教育事業」に選定を受け、2005年から2008年にかけて校舎は耐震工事を兼ねて大幅に改修されている[2]。

## 沿革
- 1947年（昭和22年）
  - 4月1日 - 西春日井郡西春村に西春村立西春中学校として開校。校舎は無く、西春村立西春小学校の校舎の一部を仮校舎とする。
  - 4月20日 - 開校式を行う。
  - 12月 - 現在地に校舎が完成する。
- 1958年（昭和33年）11月 - 新校舎（鉄筋コンクリート造）が完成する。
- 1963年（昭和38年）11月1日 - 西春村が町制施行し、西春町となる。同時に西春町立西春中学校に改称する。
- 1973年（昭和48年）4月 - 西春町立白木中学校を分離する。
- 1974年（昭和49年） - 体育館が完成する。
- 1982年（昭和57年）4月 - 西春町立天神中学校を分離する。
- 2006年（平成18年）3月20日 - 師勝町と西春町が合併し、北名古屋市が発足。同時に北名古屋市立西春中学校に改称する。
- 2008年（平成20年）10月4日 - 校舎の改修（エコ改修）工事が完成する。

## 著名な出身者
- 上薗恋奈（在学中）

## 交通アクセス
- 名鉄犬山線西春駅下車、徒歩約15分。

## 周辺施設
- 愛知県立西春高等学校
- 北名古屋市立天神中学校
- 北名古屋市立西春小学校　※隣接
- 北名古屋市立師勝小学校
- 北名古屋市立五条小学校
- 北名古屋市立栗島小学校
- 北名古屋市立師勝西小学校
- 名古屋芸術大学
- 名鉄犬山線西春駅